# スフバートル廟
スフバートル廟（スフバートルびょう、モンゴル語：Сүхбаатарын бунхан）は、モンゴル国の首都・ウランバートルにかつて存在したダムディン・スフバートルの霊廟である。

## 概要
1923年にスフバートルは死去し、一旦は墓地に埋葬されたが、翌年掘り起こされ霊廟に安置された。霊廟は1930年代にモスクワのレーニン廟とよく似たものに建て替えられた。
1954年、霊廟はさらに建て替えられ社会主義体制下のモンゴルの指導者であったホルローギーン・チョイバルサンの遺体も安置された。
ソビエト連邦の崩壊後、政治体制の変化（モンゴル人民共和国→モンゴル国）に伴って廟の扱いも大きく変化し、2004年にスフバートルとチョイバルサンの両遺体は典礼に従って仏教僧侶の指揮のもと火葬された。
翌2005年には、建物自体も政府宮殿の改装及びチンギス・ハーンの記念像を建てるために取り壊された。